# Distrikt Aveiro
Der Distrikt Aveiro (Distrito de Aveiro) ist ein Distrikt Portugals, der zur traditionellen Provinz Beira Litoral gehört, mit Ausnahme einiger Kreise, die zu Douro Litoral gezählt werden. Der Distrikt grenzt im Norden an den Distrikt Porto, im Osten an Viseu und im Süden an Coimbra; im Westen liegt der Atlantische Ozean. Die Fläche des Distrikts umfasst 2808 km², die von 713.578 Personen bevölkert wird. Die Hauptstadt des Distrikts ist die Stadt Aveiro. Kfz-Kennzeichen für Anhänger: AV.

## Unterteilungen
Der Distrikt Aveiro umfasst die folgenden 19 Kreise:
| Kreis                | Anzahl Gemeinden | Einwohner (2021) | Fläche km² | Dichte Einw./km² | LAU- Code | Region        | Unterregion          |
| -------------------- | ---------------- | ---------------- | ---------- | ---------------- | --------- | ------------- | -------------------- |
| Águeda               | 11               | 46.119           | 335,27     | 138              | 0101      | Região Centro | Região de Aveiro     |
| Albergaria-a-Velha   | 6                | 24.840           | 158,83     | 156              | 0102      | Região Centro | Região de Aveiro     |
| Anadia               | 10               | 27.532           | 216,62     | 127              | 0103      | Região Centro | Região de Aveiro     |
| Arouca               | 16               | 21.146           | 329,12     | 64               | 0104      | Região Norte  | Metropolregion Porto |
| Aveiro               | 10               | 80.954           | 197,59     | 410              | 0105      | Região Centro | Região de Aveiro     |
| Castelo de Paiva     | 6                | 15.586           | 115,00     | 136              | 0106      | Região Norte  | Tâmega e Sousa       |
| Espinho              | 4                | 31.043           | 21,05      | 1.475            | 0107      | Região Norte  | Metropolregion Porto |
| Estarreja            | 5                | 26.213           | 108,17     | 242              | 0108      | Região Centro | Região de Aveiro     |
| Ílhavo               | 4                | 39.235           | 73,47      | 534              | 0110      | Região Centro | Região de Aveiro     |
| Mealhada             | 6                | 19.348           | 110,65     | 175              | 0111      | Região Centro | Região de Coimbra    |
| Murtosa              | 4                | 10.476           | 73,09      | 143              | 0112      | Região Centro | Região de Aveiro     |
| Oliveira de Azeméis  | 12               | 66.175           | 161,39     | 410              | 0113      | Região Norte  | Metropolregion Porto |
| Oliveira do Bairro   | 4                | 23.132           | 87,32      | 265              | 0114      | Região Centro | Região de Aveiro     |
| Ovar                 | 5                | 54.953           | 147,71     | 372              | 0115      | Região Centro | Região de Aveiro     |
| Santa Maria da Feira | 21               | 136.674          | 215,87     | 633              | 0109      | Região Norte  | Metropolregion Porto |
| São João da Madeira  | 1                | 22.143           | 7,94       | 2.789            | 0116      | Região Norte  | Metropolregion Porto |
| Sever do Vouga       | 7                | 11.063           | 129,87     | 85               | 0117      | Região Centro | Região de Aveiro     |
| Vagos                | 8                | 22.886           | 164,90     | 139              | 0118      | Região Centro | Região de Aveiro     |
| Vale de Cambra       | 7                | 21.269           | 147,34     | 144              | 0119      | Região Norte  | Metropolregion Porto |
| Distrikt Aveiro      | 147              | 700.787          | 2.801,20   | 250              | 01        | –             | –                    |

## Physische Geographie
Der Distrikt Aveiro liegt größtenteils in einer Seehöhe von unter 100 Metern. Er umfasst zur Gänze eine etwa 40 Kilometer breite Küstenebene, die im Süden des Distrikts liegt. Die wichtigsten Flüsse sind Vouga, Cértima, Alfusqueiro, Águeda und Antuão. Richtung Norden und Osten wird die Oberfläche hügelig bis bergig. Die Küste besteht aus Lagunenlandschaft und wird Costa Nova genannt, wobei ein Dünengürtel das Meer vom ruhigen Wasser der Ria de Aveiro trennt.

## Sehenswürdigkeiten
- Anta de Cerqueira
- Anta pintada von Antelas

Koordinaten: 40° 42′ N, 8° 36′ W